# Camaratres
Camaratres fue un colectivo fotográfico integrado por Cyro Giambruno y José Luis Sosa, que nació, actuó y se disgregó entre 1983 y 1985, en simultáneo con la última etapa de la apertura democrática en Uruguay, en plena efervescencia del renacimiento de la prensa de oposición.
Este colectivo vendía sus imágenes a medios nacionales y extranjeros, conservando el archivo de negativos y el poder de decisión sobre su destino y uso. Así, el nombre Camaratres permitió que los fotógrafos pudieran permanecer en el anonimato, sin desconocerse por ello la propiedad intelectual y comercial de las fotografías.
Las fotografías de Camaratres documentan el protagonismo de los movimientos sociales, la política partidaria, el retorno del exilio, el resurgimiento del campo cultural, la salida negociada y la represión gubernamental. Los fotógrafos de la agencia concibieron su trabajo como parte de la lucha de oposición a la dictadura.
Este colectivo apostó a hacer "fotografía de calle", tomando riesgos para retratar los acontecimientos que marcaron los últimos años de la dictadura, involucrándose y tomando partido por las manifestaciones opositoras.

## Publicación del Archivo Camaratres
En 2015 el archivo de Camaratres fue donado al Centro de Fotografía de Montevideo. Una selección de sus fotografías ha sido liberada por el CdF mediante la licencia Creative Commons CC BY-NC-ND 4.0 está disponible en el catálogo en línea del CdF y puede ser descargada para su libre uso en alta resolución.